# Alnus subcordata
Alnus subcordata är en björkväxtart som beskrevs av Carl Anton von Meyer. Alnus subcordata ingår i släktet alar, och familjen björkväxter. Inga underarter finns listade.
De svenska trivialnamnen storbladig al eller mer sällan kaukasisk al används för arten.
Arten förekommer med flera från varandra skilda populationer i Iran samt i Azerbajdzjan i Kaukasus. Den växer i regioner som ligger 20 till 1800 meter över havet. Denna al växer på fuktiga ställen intill vattendrag. Alnus subcordata hittas även i större sumpmarker. Den etablerar sig som ett av de första träden efter översvämningar eller jordskred.
Enskilda exemplar kan bli 15 till 25 meter höga. Artens trä används bland annat för produktionen av pappersmassa.
På grund av skogsavverkningar minskar beståndet. Alnus subcordata är fortfarande vanligt förekommande. Den listas av IUCN som livskraftig (LC).